# Subrahmanyam Jaishankar
Subrahmanyam Jaishankar (Nueva Delhi, 9 de enero de 1955) es un diplomático y político indio que es el actual ministro de Asuntos Exteriores de la India desde el 31 de mayo de 2019. Es miembro del Partido Bharatiya Janata y ha sido miembro del Parlamento en Rajya Sabha desde el 5 de julio de 2019, en representación de Guyarat. Anteriormente se desempeñó como secretario de Relaciones Exteriores desde enero de 2015   hasta enero de 2018. 

## Trayectoria
Después de unirse al servicio exterior de la India en 1977, sirvió como tercer secretario y segundo secretario en la Misión de la India en la Unión Soviética en Moscú de 1979 a 1981, donde estudió ruso. Regresó a Nueva Delhi, donde trabajó como asistente especial del diplomático Gopalaswami Parthasarathy y como subsecretario en la división de las Américas del ministerio de Asuntos Exteriores de la India, en relación con los Estados Unidos. Formó parte del equipo que resolvió la disputa sobre el suministro de combustible nuclear estadounidense a las plantas de Tarapur en la India. De 1985 a 1988 fue primer secretario de la embajada de la India en Washington D. C..
De 1988 a 1990, sirvió en Sri Lanka como primer secretario y asesor político de la fuerza de mantenimiento de la paz de la India.   De 1990 a 1993 fue consejero comercial en la misión de la India en Budapest. Al regresar a Nueva Delhi, se desempeñó como director en el ministerio de Asuntos Exteriores y como secretario de prensa y redactor de discursos del Presidente de la India, Shankar Dayal Sharma . 

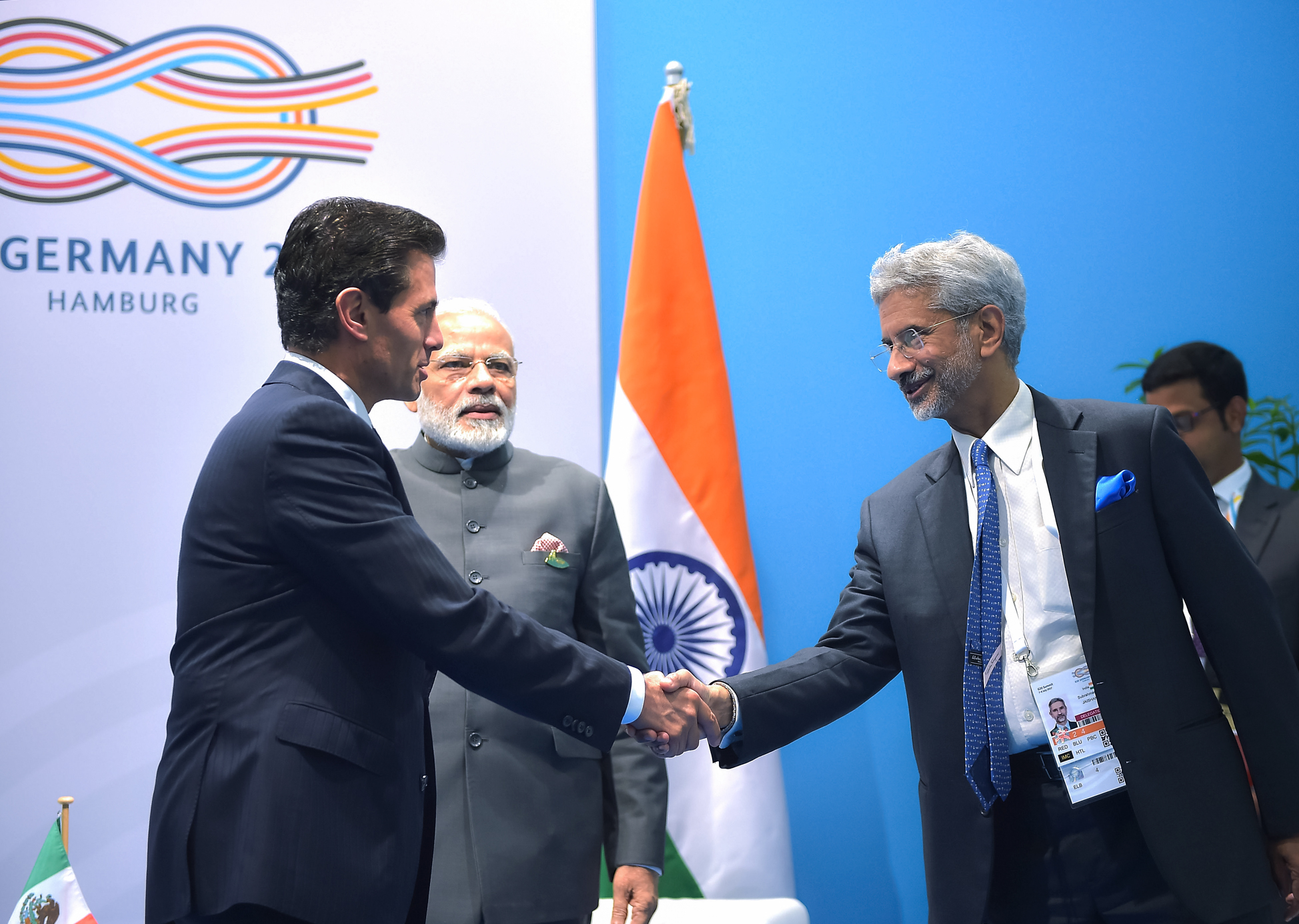
El Secretario de Relaciones Exteriores de la India, Dr. S. Jaishankar, en la cumbre de líderes del G20 con el primer ministro Narendra Modi.

El 31 de mayo de 2019 fue nombrado Ministro de Relaciones Exteriores.  Prestó juramento como ministro del gabinete el 30 de mayo de 2019. 
El 5 de julio de 2019, fue elegido miembro del Parlamento por el Partido Bharatiya Janata para el Rajya Sabha del estado de Gujarat .  Sucedió a la fallecida Sushma Swaraj, quien fue ministra de Asuntos Exteriores en el gobierno de Narendra Modi en su primer mandato. Sushma Swaraj no se presentó a las elecciones alegando motivos de salud. 